# Primera Crisi Marroquina
La Primera Crisi Marroquina, també coneguda com a Crisi de Tànger, va ser un conflicte diplomàtic entre l'Imperi Alemany, la República Francesa i Espanya entre el març de l'any 1905 i el maig del 1906.

## Crisi
La crisi es va produir quan aquest any el Kàiser Guillem II d'Alemanya va desembarcar a Tànger i va visitar el 31 de març el Sultanat del Marroc, ja que Alemanya, insatisfeta per no tenir prou colònies a Àfrica, va decidir provocar un conflicte al nord d'Àfrica. Aprofitant que Marroc no era propietat de cap imperi, sinó que tenia només influències d'Espanya i França, va aprofitar Guillem II per a fer costat al sultà marroquí Abd al-Aziz ben al-Hasan en la lluita per la independència que duria Marroc a ser un protectorat alemany.

## Conseqüències
Els francesos van fer amb els espanyols la Conferència d'Algesires, en la que Espanya adquireix amb França obligacions per exercir un protectorat al Marroc al Rif mentre França a la resta. En 1911 el Marroc estava en completa anarquia i tropes franceses van ocupar la capital del Marroc, Fes mentre Espanya va ocupar Larraix i Alcazarquivir i Alemanya va enviar una canonera a Agadir, donant lloc al Tractat de Fes pel qual Alemanya renunciava al Marroc, i acceptava el Protectorat francès del Marroc, a canvi de la cessió de la colònia de Nou Camerun, que s'uniria al Camerun Alemany. El 1912, amb el suport d'Alemanya, França va realitzar el repartiment amb Espanya del Marroc pel tractat hispano-francès, establint-se el Protectorat espanyol al Marroc amb un territori nord (Jebala-Rif) i un altre sud (Tarfaya).